# Seni (fils royal de Koush)
Pour les articles homonymes, voir Seni.
Seni est un fonctionnaire dans l'Égypte antique portant les titres de « Fils du roi de Koush » (vice-roi de Koush), de « Superviseur des pays du sud » et de « Maire de la ville du sud » (Thèbes). Il est en fonction sous les rois Thoutmôsis Ier et Thoutmôsis II. En tant que fils du roi de Koush, il est le principal responsable des provinces nubiennes.

## Attestation
Seni est principalement connu grâce à l'inscription figurant sur deux chambranles de porte découverts dans la forteresse nubienne de Kouma, où ses titres sont énumérés, notamment celui de « Superviseur du double grenier d'Amon ». L'inscription n'est pas datée, mais une inscription biographique a été trouvée à Semna, où l'on rapporte qu'un fonctionnaire a été promu par Thoutmôsis Ier au rang de fils de roi. Le nom de la personne figurant dans l'inscription est perdu, mais on y trouve aussi le titre de surveillant du double grenier d'Amon, ce qui indique que cette inscription pourrait appartenir à Seni. Son successeur dans ses fonctions est Penrê.